# Cobra Command (datorspel, 1988)
Cobra Command (コブラコマンド?) är ett arkadspel från 1988, utvecklat och utgivet av Data East och senare porterat till NES.

## Handling
Spelet är sidscrollande, där spelaren styr en militärhelikopter på uppdrag till Sumatra, Java, Borneo, Sydkinesiska havet, Siam och fiendehögkvarteren) för att rädda gisslan.

### Fotnoter
1. ↑  ”Cobra Command” (på engelska). Mobygames. 11 mars 1988. http://www.mobygames.com/game/cobra-command. Läst 10 juni 2014.